# Monca
Monca là một chi bướm ngày thuộc họ Bướm nâu.